# Finále Poháru vítězů pohárů 1968/1969
Finále Poháru vítězů pohárů ročníku 1968/69 se uskutečnilo 21. května 1969 ve švýcarské Basileji. Na tamním St. Jakob Stadium porazil československý ŠK Slovan Bratislava favorizovaný španělský velkoklub FC Barcelona 3:2 a stal se tak prvním klubem z východní Evropy, který vyhrál některý z evropských pohárů.

## Cesta do finále
| ŠK Slovan Bratislava    | ŠK Slovan Bratislava | ŠK Slovan Bratislava | ŠK Slovan Bratislava |             | FC Barcelona | FC Barcelona | FC Barcelona | FC Barcelona |
| ----------------------- | -------------------- | -------------------- | -------------------- | ----------- | ------------ | ------------ | ------------ | ------------ |
| Oponent                 | Celkem               | 1. kolo              | 2. kolo              |             | Oponent      | Celkem       | 1. kolo      | 2. kolo      |
| FK Bor                  | 3:2                  | 3:0 (D)              | 0:2 (V)              | 1. kolo     | FC Lugano    | 4:0          | 1:0 (V)      | 3:0 (D)      |
| FC Porto                | 4:1                  | 0:1 (V)              | 4:0 (D)              | 2. kolo     | Volný los    | Volný los    | Volný los    | Volný los    |
| Turín FC                | 3:1                  | 1:0 (V)              | 2:1 (D)              | čtvrtfinále | SFK Lyn      | 5:4          | 3:2 (V)      | 2:2 (D)      |
| Dunfermline Athletic FC | 2:1                  | 1:1 (V)              | 1:0 (D)              | semifinále  | 1. FC Köln   | 6:3          | 2:2 (V)      | 4:1 (D)      |

### Přehled
| 21. květen 1969 19:00                   |        |                       |                                                                                     |
| ŠK Slovan Bratislava                    | 3:2    | FC Barcelona          | St. Jakob Stadium, Basilej diváci: 19 478 rozhodčí: Laurens van Ravens (Nizozemsko) |
| Cvetler 2' Hrivnák 30' Ján Čapkovič 42' | report | 16' Zaldúa 52' Rexach | St. Jakob Stadium, Basilej diváci: 19 478 rozhodčí: Laurens van Ravens (Nizozemsko) |

| Slovan Bratislava | FC Barcelona |

| '            |    |                   |  |     |
|              |    |                   |  |     |
| B            | 1  | Alexander Vencel  |  |     |
| O            | 2  | Jozef Fillo       |  |     |
| O            | 3  | Vladimír Hrivnák  |  |     |
| O            | 5  | Alexander Horváth |  |     |
| O            | 4  | Ján Zlocha        |  |     |
| Z            | 9  | Jozef Čapkovič    |  |     |
| Z            | 6  | Ivan Hrdlička     |  |     |
| Z            | 7  | Ľudovít Cvetler   |  |     |
| Ú            | 8  | Ladislav Móder    |  | 67' |
| Ú            | 10 | Karol Jokl        |  |     |
| Z            | 11 | Ján Čapkovič      |  |     |
| Střídání:    |    |                   |  |     |
| Ú            | 14 | Bohumil Bizoň     |  | 67' |
| Trenér:      |    |                   |  |     |
| Michal Vičan |    |                   |  |     |

| '                |    |                     |  |     |
|                  |    |                     |  |     |
| B                | 1  | Salvador Sadurní    |  |     |
| O                | 2  | Josep Franch        |  | 11' |
| O                | 4  | Joaquim Rifé        |  |     |
| O                | 5  | Ferran Olivella     |  |     |
| O                | 3  | Eladio Silvestre    |  |     |
| Z                | 8  | Santiago Castro     |  | 46' |
| Z                | 6  | Pedro Zabalza       |  |     |
| Z                | 10 | Josep Fusté         |  |     |
| Ú                | 7  | Carlos Pellicer     |  |     |
| Ú                | 9  | José Antonio Zaldúa |  |     |
| Ú                | 11 | Carles Rexach       |  |     |
| Střídání:        |    |                     |  |     |
| O                | 13 | Jesús María Pereda  |  | 11' |
| Ú                | 14 | Mendonça            |  | 46' |
| Trenér:          |    |                     |  |     |
| Salvador Artigas |    |                     |  |     |

|  |

## Vítěz
| Pohár vítězů pohárů 1968/69 ŠK Slovan Bratislava Soupiska: Alexander Vencel - Jozef Fillo, Vladimír Hrivnák, Alexander Horváth, Ján Zlocha - Ľudovít Cvetler, Jozef Čapkovič, Ivan Hrdlička, Karol Jokl, Ladislav Móder, Ján Čapkovič Náhradníci: Jozef Határ Trenér: Michal Vičan |